# Lago
Bariloche, Argentina.
Lago é uma área cheia de água localizada em uma bacia cercada por terra e separada de qualquer rio ou outra saída que sirva para alimentar ou drenar o lago. Os lagos ficam em terra e não fazem parte do oceano, embora, como os oceanos muito maiores, façam parte do ciclo da água da Terra. Os lagos são distintos das lagoas, que geralmente são partes costeiras do oceano. Os lagos são geralmente maiores e mais profundos do que as lagoas, que também ficam em terra, embora não haja definições oficiais ou científicas. Lagos podem ser contrastados com rios ou córregos, que geralmente fluem em um canal em terra.

## Origem dos lagos

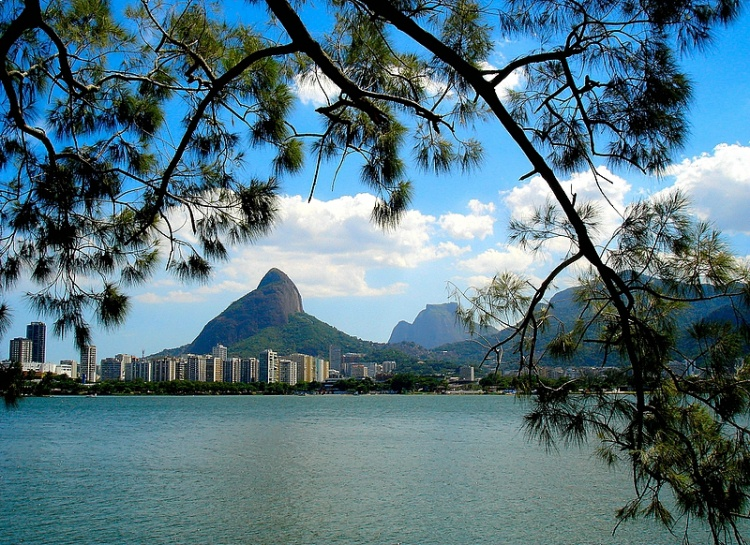
Vista da Lagoa Rodrigo de Freitas, no Rio de Janeiro.

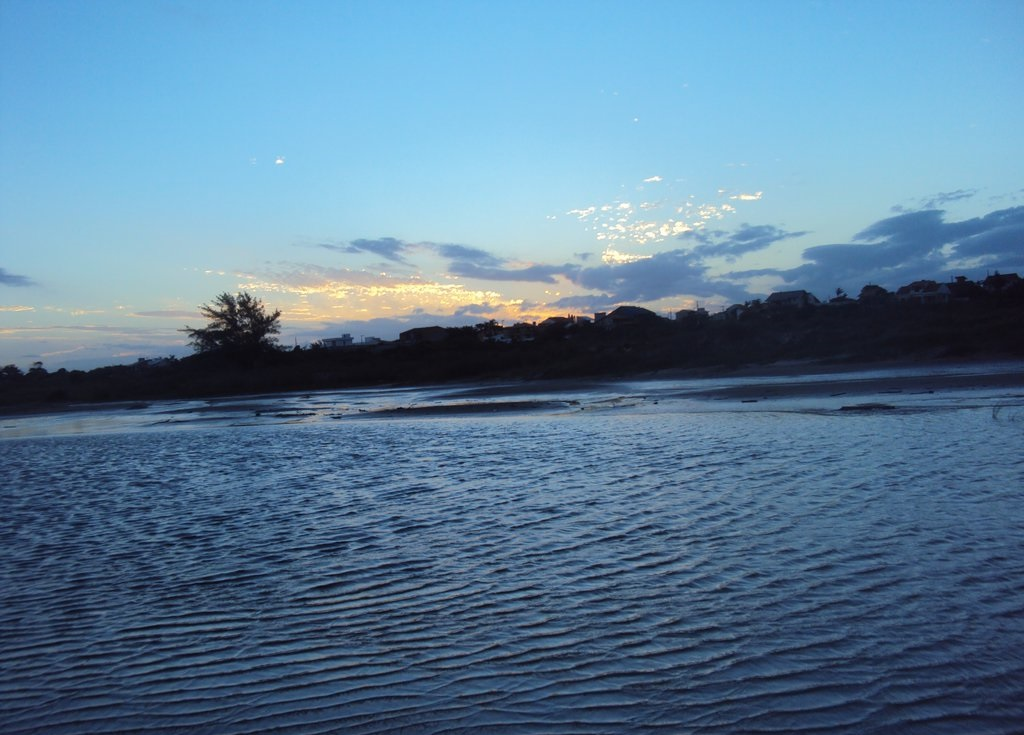
Lagoa da Barra, em Imbituba.

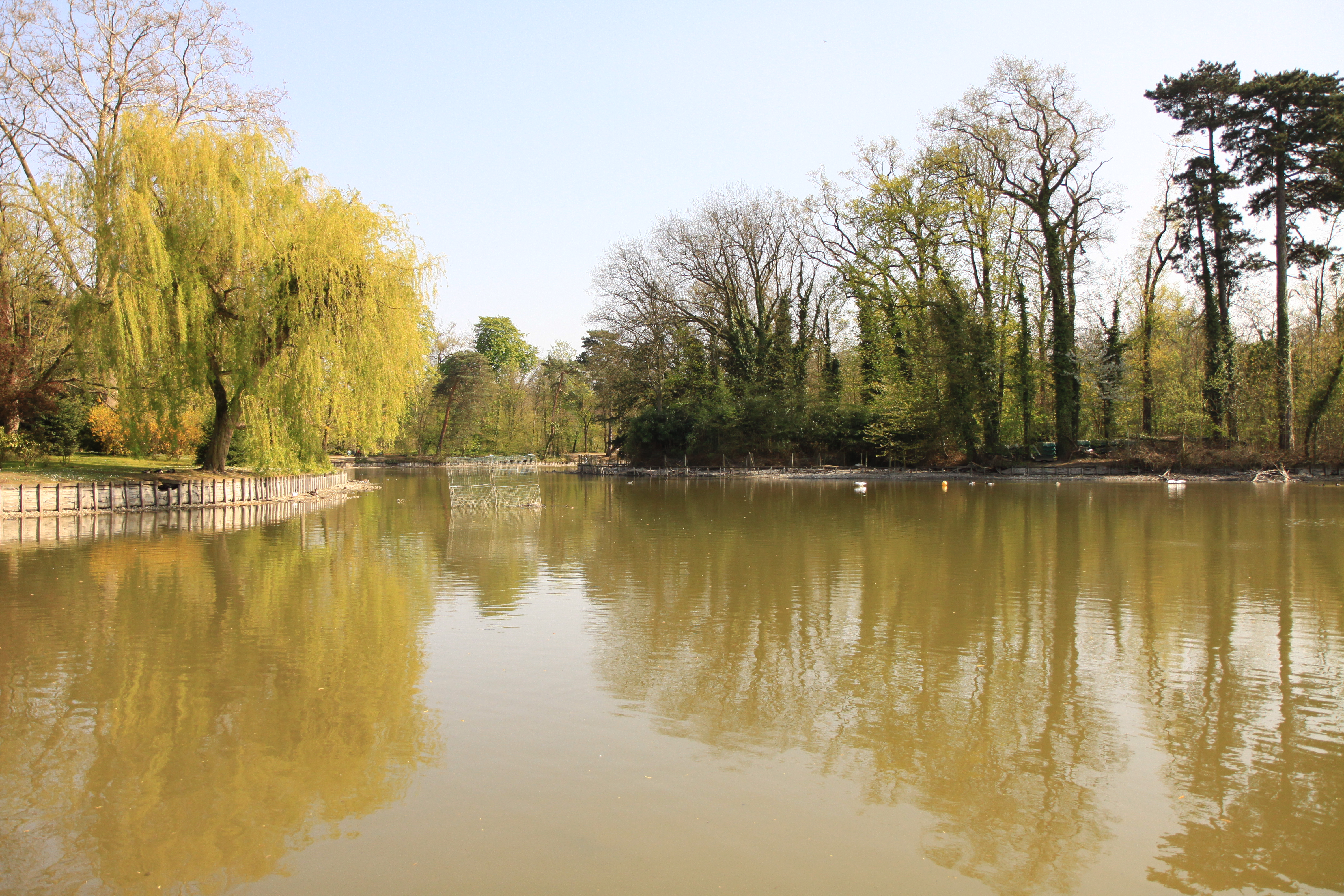
Lac des Minimes, em Paris.

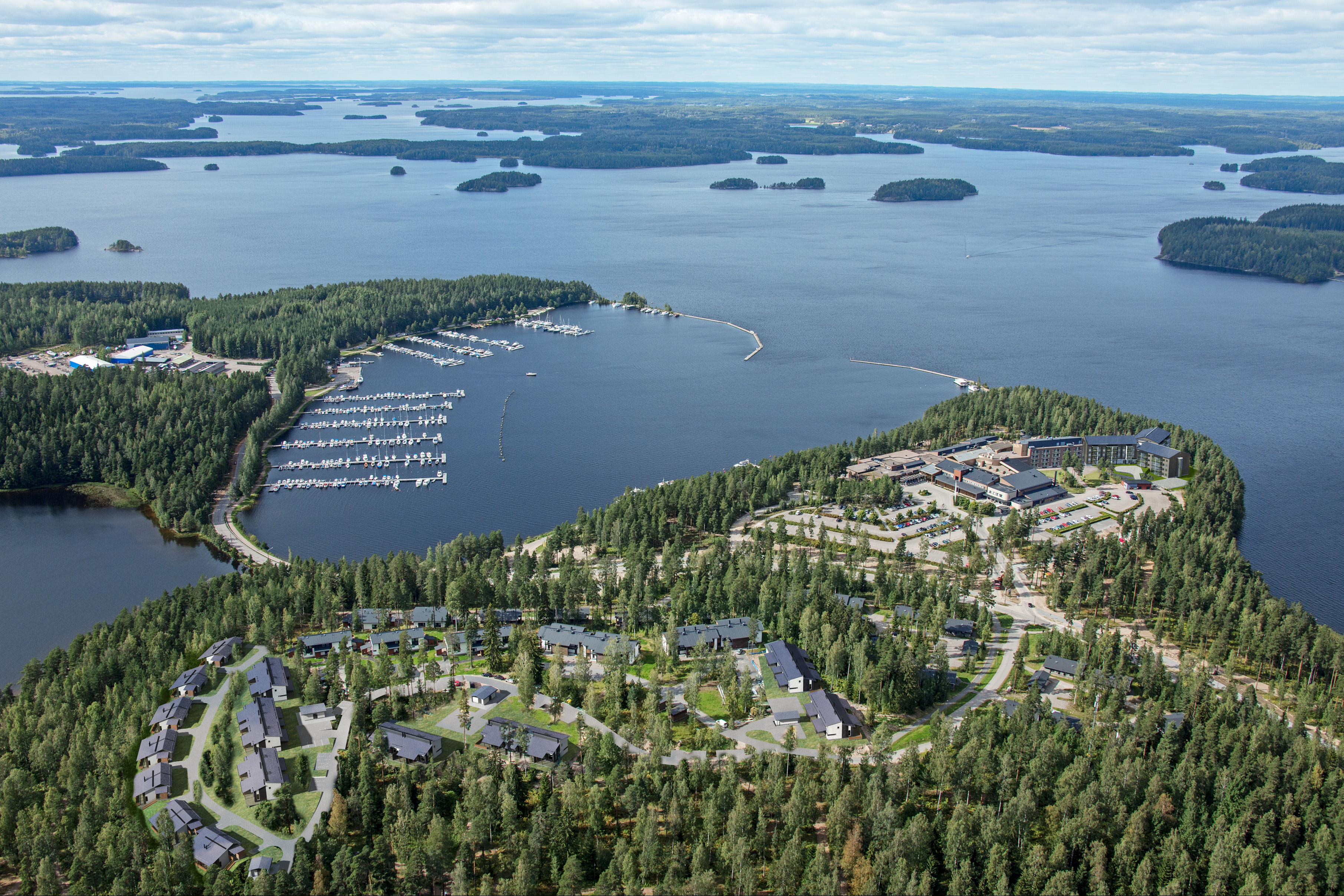
Lagoa de Saimaa, em Imatra.

A origem dos lagos é variável e depende da geomorfologia do terreno. Em zonas como a Antártida, podem existir lagos sub-glaciares, isto é, debaixo do gelo, como o Lago Vostok.
Geologicamente, a maior parte dos lagos da Terra é recente. Os resultados naturais da erosão tendem a eliminar pelo menos um dos lados da bacia que contém o lago, tal como acontece no lago Baikal, que se estima ter entre 25 e 30 milhões de anos. Há um número de processos naturais que formam os lagos. Um levantamento tectónico recente de uma cordilheira pode criar depressões que acumulam água e formam os lagos. O avanço e recuo dos glaciares pode também formar depressões na superfície. Tais lagos são comuns na Escandinávia, Sibéria e Canadá. Os lagos podem também ser formados por meio de deslizamento de terras ou por bloqueios glaciares. Um exemplo deste último ocorreu durante a última Idade do Gelo no estado norte-americano de Washington, quando um enorme lago se formou.
Os lagos salgados formam-se onde não existe escoamento natural ou onde a água se evapora rapidamente. Exemplos destes são o Grande Lago Salgado, o Mar Cáspio, o Mar de Aral e o Mar Morto.
Os lagos pequenos com forma de arco ou crescente poderão formar-se nos vales de cursos de água como resultado da existência de meandros. Rios com baixa velocidade da água tomam formas sinuosas e os lados externos das curvas são erodidos mais rapidamente que os internos. Eventualmente uma forma semelhante a uma ferradura é formada e o rio muda o seu leito por uma nova passagem, fazendo surgir na zona da antiga passagem um lago arqueado.
O lago Vostok é um lago subglacial da Antartica, possivelmente o maior do mundo. A pressão do gelo e da composição química interna sugerem que se o lago fosse furado, poderia resultar numa fissura que daria origem a um geyser.
Alguns lagos, como o Baikal e o Tanganica estão em zonas de rift continental, e são criados por subsidência da crosta à medida que duas placas tectónicas são friccionadas. Estes são os lagos mais antigos e mais profundo do mundo, e tornar-se-ão oceanos dentro de milhões de anos. Por exemplo, julga-se que o Mar Vermelho teve origem num lago de vale de rift continental.
Também os vulcões podem criar lagos. Um exemplo é a Caldeira das Sete Cidades, nos Açores.

## Tipos de lagos
Os lagos são classificáveis em função da sua origem. Alguns tipos são:
- Lagos tectônicos - águas acumuladas nas deformações da crosta terrestre;
- Lagos de origem vulcânica - águas que ocupam antigas crateras de vulcões extintos;
- Lagos residuais - que correspondem a antigos mares (água salgada);
- Lagos de depressão - águas acumuladas em depressões do relevo;
- Lagos de origem mista - resultante da combinação de diversos fatores capazes de represar certa quantidade de água.
- Lagos de origem glacial - resultantes do degelo dos glaciares do último período glacial.

Em relação às suas características falam-se de:
- Lagos artificiais - formados por uma barragem como a de Sobradinho, no rio São Francisco;
- Lagos de passagem - quando são atravessados por um rio como o rio Ródano no lago Lemano.

É importante não confundir um lago com uma planície de inundação, que tem uma origem e uma dinâmica diferente. À volta dum lago, no entanto, pode existir uma planície de inundação.
Os lagos artificiais, quando derivados da construção de uma barragem, são muitas vezes designados por albufeiras, embora este termo também se use para algumas formações aquáticas na zona costeira marítima (por exemplo a Lagoa de Albufeira, no concelho de Sesimbra).
Normalmente, a água dos lagos é água doce, mas existem no mundo alguns importantes lagos salgados, como o Grande Lago Salgado da América do Norte ou o Mar Morto no Médio Oriente (Israel e Palestina).

## Maiores lagos
| Lago                   | Área total  | Profundidade máxima | Volume     | Países                                                     | Tipo de água |
| ---------------------- | ----------- | ------------------- | ---------- | ---------------------------------------------------------- | ------------ |
| Mar Cáspio             | 393 898 km² | 1.025 m             | 78.200 km³ | Rússia, Cazaquistão, Azerbaijão, Irã, Turquemenistão       | salgada      |
| Lago Superior          | 82 414 km²  | 405 m               | 12.100 km³ | E.U.A., Canadá                                             | doce         |
| Lago Vitória           | 68 870 km²  | 81 / 85 m           | 2.750 km³  | Tanzânia, Quénia, Uganda                                   | doce         |
| Lago Huron             | 59 596 km²  | 229 m               | 3.540 km³  | E.U.A., Canadá                                             | doce         |
| Lago Michigan          | 58 016 km²  | 281 m               | 4.918 km³  | E.U.A.                                                     | doce         |
| Lago Tanganica         | 32 893 km²  | 1.470 m             | 18.900 km³ | R.D.Congo, Tanzânia, Zâmbia, Burundi                       | doce         |
| Lago Baikal            | 31 492 km²  | 1.637 m             | 23.600 km³ | Rússia                                                     | doce         |
| Grande Lago do Urso    | 31 080 km²  | 88 m                | 2.236 km³  | Canadá                                                     | doce         |
| Grande Lago do Escravo | 28 438 km²  | 614 m               | 2.090 km³  | Canadá                                                     | doce         |
| Lago Erie              | 25 745 km²  | 64 m                | 489 km³    | E.U.A., Canadá                                             | doce         |
| Lago Winnipeg          | 24 341 km²  | 18 m                | 283 km³    | Canadá                                                     | doce         |
| Lago Malawi            | 23 310 km²  | 706 m               | 8.400 km³  | Malawi, Tanzânia, Moçambique                               | doce         |
| Lago Ontario           | 19 259 km²  | 244 m               | 1.639 km³  | E.U.A., Canadá                                             | doce         |
| Lago Balkhash          | 18 428 km²  | 26 m                | 106 km³    | Cazaquistão                                                | doce         |
| Lago Ladoga            | 17 703 km²  | 255 m               | 908 km³    | Rússia                                                     | doce         |
| Lago Onega             | 9 891 km²   | 120 m               | 280 km³    | Rússia                                                     | doce         |
| Lago Titicaca          | 8 135 km²   | 281 m               | 893 km³    | Bolívia, Peru                                              | doce         |
| Mar de Aral            | >6 630 km²  | 32 m                | 110 km³    | Cazaquistão e Usbequistão (Era o quarto colocado até 1960) | salgada      |

## Lagos do Brasil
Lagos naturais:
- Lagoa dos Patos (10 144 km²)
- Lagoa Mirim (3 749 km²)
- Lago Guaíba (496 km²)
- Lago dos Tigres
- Lago Pungá
- Lago Jardim Três Montanhas.

Lagos artificiais:
- Lago de Cana Brava;
- Lago das Brisas;
- Lago Negro;
- Lago de Sobradinho;
- Lago de Itaipu;
- Lago Paranoá;
- Lago de Serra da Mesa;
- Lago das Garças;
- Lago Igapó.
- Lago de Furnas